# Думалде
Думалде  (на старонорвежки: Dómaldi или Dómaldr) е полулегендарен конунг от династията Инглинги.
Когато Думалде поел управлението след баща си Висбюр, в страната царели глад и мизерия. За да умилостивят боговете, свеите според обичая си принесли в храма в Гамла Упсала в жертва овен, но реколтата не станала по-добра. На следващата есен пролели човешка кръв, но реколтата останала същата, че дори била и по-лоша. На третата есен почти цялото население на страната дошло в Упсала за жертвоприношението. Събрал се съветът на жреците и решил, че нещастието идва от техния крал Думалде и в името на благоденствието на народа било необходимо да обагрят жертвеника с неговата кръв. Така и направили.
Думалде бил наследен от сина си Думар, който управлявал дълго в благодатни и урожайни години.